# Династія Кадава
Династія Кадава — середньовічна династія у Південній Індії, що протягом XIII—XIV ст. керувала самостійною державу у північній частині сучасного штату Таміл-Наду. Вела тривалі війни з державами Чола і Пандья. Була відгалуженням династії Паллавів.

## Історія
Засновником династії вважається Бхімаварман, син Сімхи Вармана III з династії Паллавів. Ймовірно отримав частину володінь як намісник або напівсамостійний раджа. Разом зі старшим братом Сімхавішну сприяв відновленню могутності свого роду на півдні Індії. В подальшому протягом існування династії Паллавів їх родичі Кадави повсякчас виступали проти зовнішніх ворогів. Втім про цих представників династії Кадавів відомо вкрай мало.
Після падіння Паллавів у IX ст. Кадави стають напівнезалежними раджами зі столицею у м. Кудалур, проте вимушені були увійти до імперії Чола. З цього моменту про представників Кадавів та їх діяльність практично нічого невідомо. Лише наприкінці існування династії Чола, тобто наприкінці XII ст. Кадави відчули себе досить могутніми, щоб кинути їм виклик у 1186 році.
Завдяки успішним походам Копперунчінги I (бл. 1216—1242) і Копперунчінги II (бл. 1243—1279) вдалося відбити спроби Раджараджа Чола III та Раджендри Чола III, які намагалися знову поневолити Кадавів. Саме на 2-гу половину XIII ст. приходиться піднесення держави, утвореної Кадавами. Напевне, вони навіть зуміли відновити владу над давніми володіннями Паллавів.
Втім, на початку XIV ст. після остаточного занепаду Чола династія Кадавів стикнулася з державою Пандья, яка зуміла завдали нищівного удару, що призвело до припинення існування Кадавів.